# Capitolio del Estado de Iowa
El Capitolio del Estado de Iowa (en inglés Iowa State Capitol) se encuentra en Des Moines, la capital del estado de Iowa (Estados Unidos). Como sede de la Asamblea General de Iowa, el edificio alberga el Senado de Iowa, la Cámara de Representantes de Iowa, la oficina del gobernador y las oficinas del fiscal general, el auditor, el tesorero y el secretario de Estado. El edificio también incluye una cámara para la Corte Suprema de Iowa, aunque las actividades de la corte generalmente tienen lugar en el edificio vecino de la Corte Suprema de Iowa. El edificio fue construido entre 1871 y 1886 y es el único capitolio de cinco cúpulas del país.
Ubicado en East 9th Street y Grand Avenue, el Capitolio está ubicado en lo alto de una colina y ofrece una vista panorámica del centro de la ciudad y de West Capitol Terrace. Varios monumentos están a sus lados y frente, incluido el Monumento a los Soldados y Marineros y la estatua de Lincoln y Tad.

## Historia

### Construcción
No mucho después de lograr la condición de estado, Iowa reconoció que el Capitolio debería trasladarse más al oeste que la ciudad de Iowa, y la 1ª Asamblea General, en 1846, autorizó a una comisión a seleccionar una ubicación. En 1847, la ciudad de Monroe City, en el condado de Jasper, fue seleccionada como la nueva ubicación del capitolio y se planificó, pero la Legislatura de 1848 decidió no trasladar el capitolio de Iowa City. En 1854, la Asamblea General decretó una ubicación "a dos millas de la bifurcación Raccoon del río Des Moines". El lugar exacto fue elegido cuando Wilson Alexander Scott le dio al estado cerca de 4000 m² donde ahora se encuentra el Capitolio. La aprobación legislativa final para la construcción de una casa estatal permanente se dio el 8 de abril de 1870.

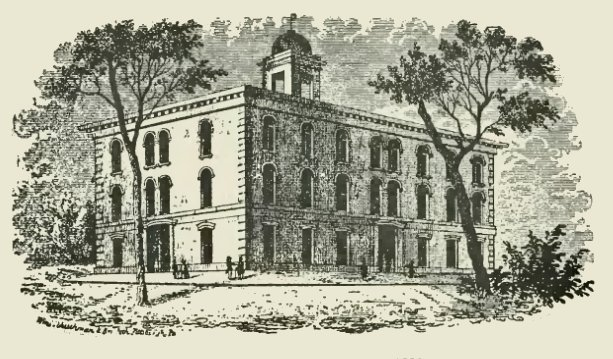
Viejo Capitolio en Des Moines

Un edificio de ladrillo de tres pisos sirvió como Capitolio temporal y estuvo en uso durante 30 años, hasta que fue destruido por los incendios: mientras tanto, se estaba planificando y construyendo el Capitolio permanente.
En 1870, la Asamblea General estableció una comisión del Capitolio que incluía al empresario y político local Peter A. Dey para contratar a un arquitecto, elegir un plan para un edificio (que no cueste más de 1,5 millones de dólares) y continuar con el trabajo, pero solo usando fondos disponibles sin aumentar la tasa impositiva.
John C. Cochrane y Alfred H. Piquenard fueron designados arquitectos y se colocó una piedra angular el 23 de noviembre de 1871. Sin embargo, gran parte de la piedra original se deterioró demasiado pronto y tuvo que ser reemplazada. La piedra angular se volvió a colocar el 29 de septiembre de 1873.
Aunque el edificio no se pudo construir por 1,5 millones como estaba planeado, se mantuvo el diseño de Cochrane y Piquenard y se llevaron a cabo modificaciones. Cochrane renunció en 1872, pero Piquenard continuó hasta su muerte en 1876. Fue sucedido por dos de sus asistentes, Mifflin E. Bell y WF Hackney. Bell rediseñó la cúpula para que se adaptara mejor a las proporciones del edificio. Hackney fue el único arquitecto que permaneció en el proyecto hasta el final.
El edificio del capitolio se dedicó el 17 de enero de 1884 y se completó en algún momento de 1886. La comisión de construcción hizo su informe final el 29 de junio de 1886, con un costo total de 2.873.294 dólares. La auditoría mostró que solo 3,77 dólares no se contabilizaron en los 15 años de construcción.

### Fuego y restauración
El 4 de enero de 1904 un incendio arrasó las áreas que albergaban la Corte Suprema y la Cámara de Representantes. Se realizó y documentó una importante restauración, con la incorporación de iluminación eléctrica, ascensores y un sistema telefónico. Hay poca información disponible sobre quién realizó la restauración real durante estos primeros años. Sin embargo, Elmer Garnsey creó la obra de arte del techo en la Cámara de la Cámara.
Estos primeros esfuerzos para preservar el Capitolio se ocuparon principalmente de mantener y mejorar su interior. No fue hasta 1965, cuando se regiló la cúpula, que los legisladores hicieron importantes inversiones para preservar el exterior del edificio.
A principios de la década de 1980, el exterior del Capitolio se había deteriorado notablemente. Las piezas de arenisca habían comenzado a caer del edificio, lo que provocó la instalación de marquesinas de acero en todas las entradas del edificio para proteger a los peatones. La piedra decorativa, cuyo deterioro se había documentado por primera vez a principios del siglo XX, también se había erosionado.
Los trabajos de restauración exterior comenzaron en la primavera de 1983 y se completaron en nueve fases. El trabajo de la Fase 9 comenzó en la primavera de 1998 y todo el proyecto se completó en el otoño de 2001, a un costo de 41 millones de dólares.

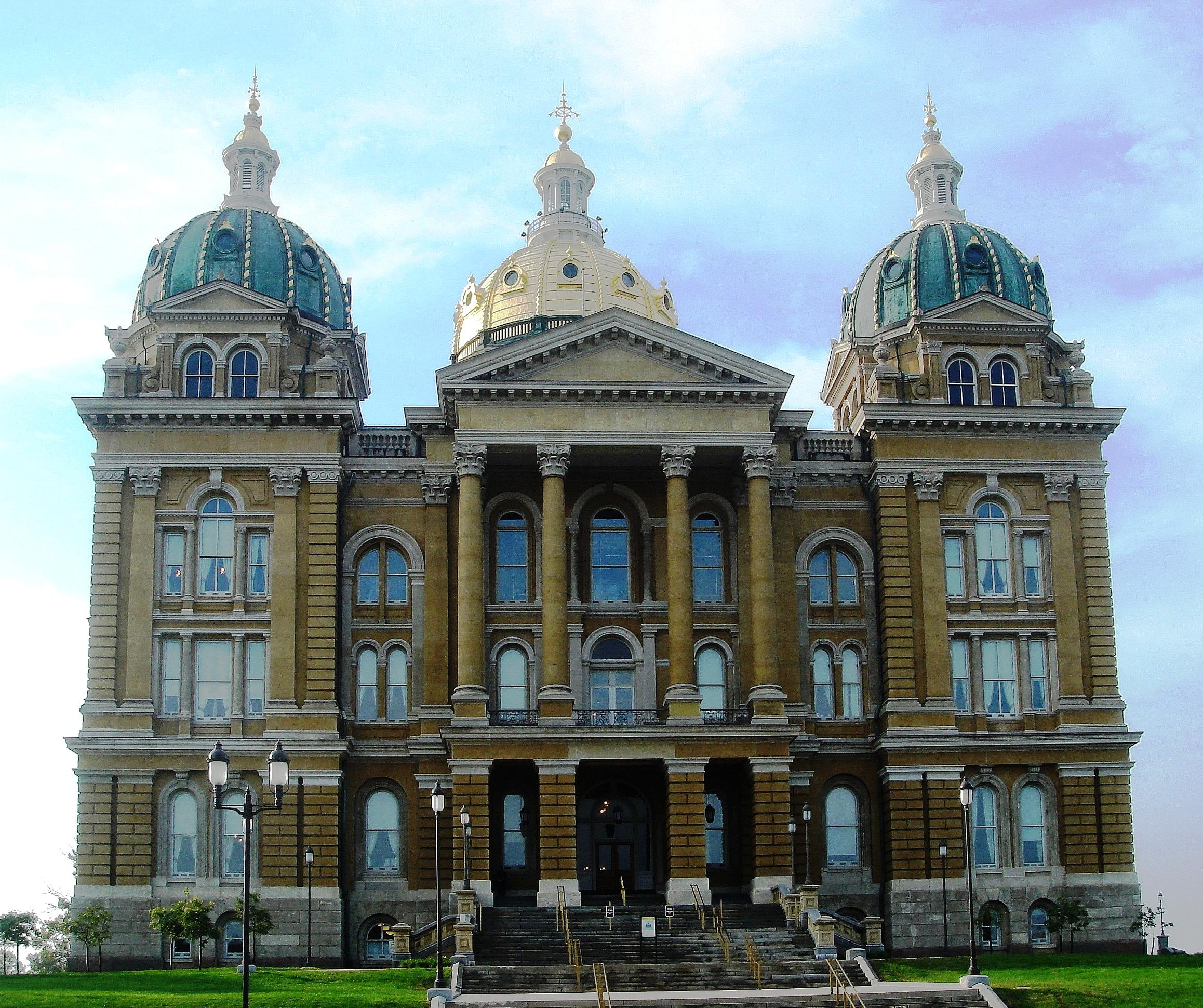
Vista del lado norte del edificio del Capitolio

## Arquitectura
El diseño arquitectónico del Capitolio, de forma rectangular, con grandes ventanales y techos altos, sigue el patrón tradicional de la planificación de edificios públicos del siglo XIX. Un estilo neorrenacentista modificado y refinado da la impresión de fuerza y dignidad combinadas con utilidad. El edificio mide 110,9 m de norte a sur y 75,3 m de este a oeste.

## Exterior

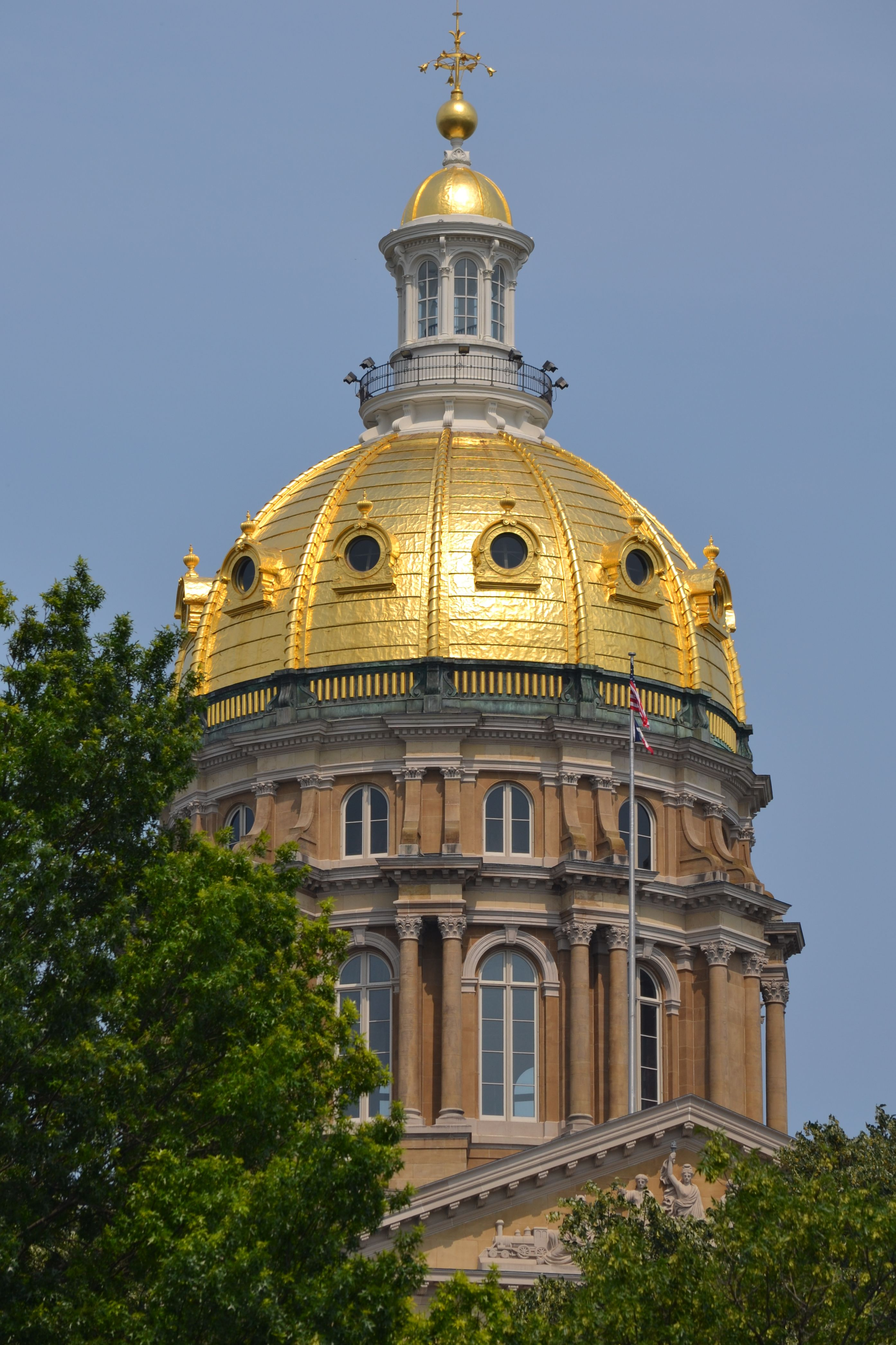
La cúpula central

El exterior del edificio es completamente de piedra con elaboradas columnas y cornisas y capiteles. La piedra de Iowa es la base de los muchos pórticos del edificio. El edificio es de ladrillo con piedra caliza de Iowa, Misuri, Minnesota, Ohio e Illinois. La subestructura es de piedra oscura de Iowa coronada por una pesada hilera de granito de color wari cortado de rocas glaciares recolectadas de la pradera de Iowa. La superestructura, o la parte principal del edificio, es de arenisca de color escarpado procedente de canteras a lo largo del río Misisipi en Misuri.
Tanto el pórtico delantero como el trasero tienen frontones sostenidos por seis columnas corintias cada uno. El frontón sobre la entrada principal revela una pieza de escultura alegórica.
La característica dominante es la cúpula central construida de hierro y ladrillo y cubierta con finas láminas de papel de seda de oro. Hay una capa protectora que sella el oro de la intemperie. El pan de oro fue reemplazado en 1964-1965 a un costo de cerca de 80.000 dólares. La reconstrucción más reciente de la cúpula se llevó a cabo entre 1998 y 1999, a un costo de aproximadamente 482.000 dólares. La cúpula está coronada por una linterna de vigía a la que se puede llegar por largas y sinuosas escaleras, y termina en un remate de 83,8 m encima de la planta baja. Desde su inauguración durante 1884 hasta 1924, fue el edificio más alto de Des Moines, y probablemente de todo el estado. La rotonda debajo de la cúpula mide 24,4 m de diámetro. Cuatro cúpulas más pequeñas de diseño simple se elevan desde las cuatro esquinas del Capitolio.

## Interior
La belleza, la dignidad y la disposición del interior se hacen evidentes cuando un visitante se para debajo de la cúpula del primer piso. Pasillos amplios y elevados se extienden al oeste, norte y sur. Las paredes están muy decoradas y las habitaciones y cámaras del capitolio tienen una amplia variedad de madera de Iowa y mármol importado. En el interior se utilizaron 29 tipos de mármol nacional e importado; y la madera utilizada —nogal, cerezo, catalpa, nogal y roble— era casi toda de los bosques de Iowa.
La gran escalera de mármol entre el segundo y tercer piso está al este y es el punto focal del edificio. Las suites que se abren desde el corredor sur son las del gobernador, el auditor del estado y el tesorero del estado. La histórica Sala de la Corte Suprema está al norte y la suite del Secretario de Estado está al oeste. La gran escalera asciende a un rellano y se divide de norte a sur para llevar a los visitantes al piso de arriba, donde la Cámara de Representantes está en el norte, el Senado en el lado sur y la Biblioteca de Derecho en el oeste. La biblioteca de derecho de estilo victoriano cuenta con cuatro pisos de estantes de balcón que rodean un atrio central y está abierta al público los días de semana.
La planta baja alberga cafetería y oficinas administrativas.

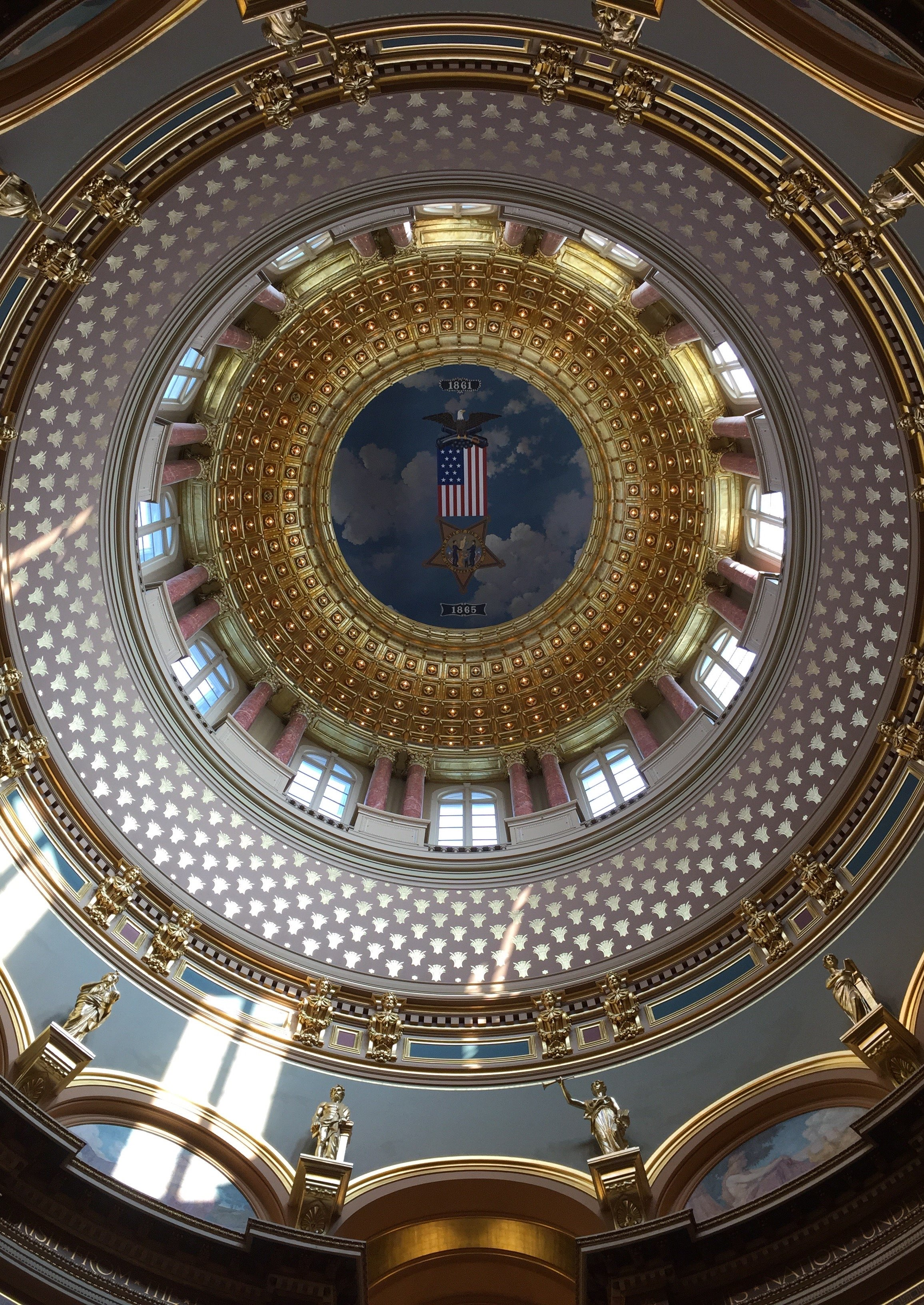
La cúpula desde la rotonda

Alrededor de la rotonda en el friso sobre las columnas está la famosa cita del Discurso de Gettysburg de Abraham Lincoln : "Esta nación bajo Dios tendrá un nuevo nacimiento de libertad que el gobierno del pueblo, por el pueblo, para el pueblo, no perecerá desde la Tierra."
Extendiendo todo el ancho de la pared este sobre la escalera se encuentra la gran pintura mural Westward, una representación idealizada de la llegada de las personas que hicieron Iowa. La pintura se completó poco después de principios del siglo XX. Edwin H. Blashfield, el artista, escribió al respecto: "La idea principal de la imagen es una presentación simbólica de los pioneros guiados por los espíritus de la civilización y la ilustración a la conquista mediante el cultivo del Gran Oeste".
En la rotonda central, suspendida bajo el techo con alambres, se encuentra una gran pancarta de la insignia del Gran Ejército de la República, que entre 1894 y 1953 tuvo una sala en el capitolio estatal dedicada a su uso. Son la única agencia no estatal que ha ocupado un espacio en el capitolio.

### Muestra
Las banderas de batalla llevadas por los regimientos de Iowa en varias guerras se conservan en nichos en el piso principal: Guerra de Secesión, 1; Guerra hispano-estadounidense, 13; Primera Guerra Mundial, 26. En el pasillo oeste hay una placa realizada por Nellie V. Walker en conmemoración del trabajo de las mujeres de Iowa en la lucha por la igualdad política y un monumento a los habitantes de Iowa asesinados en la Guerra de Irak y la Guerra de Afganistán.
También en el pasillo oeste hay un modelo del acorazado USS Iowa cedido por el Departamento de la Armada. El modelo mide 6 metros largo y pesa alrededor de 612 kg. Es un modelo a escala perfecta. El Iowa fue el barco líder de su clase de acorazado y el cuarto de la Armada de Estados Unidos en ser nombrado en honor al estado número 29. También es el último barco líder de cualquier clase de acorazados de Estados Unidos, y fue el único barco de su clase que sirvió en el Océano Atlántico durante la Segunda Guerra Mundial. El 7 de julio de 2012, el Iowa retirado se abrió al público como un museo educativo y naval flotante en el Puerto de Los Ángeles en San Pedro, California.
En el pasillo sur frente a la oficina del gobernador hay una colección de muñecas de porcelana que representan a las 41 primeras damas de Iowa en réplicas en miniatura de sus vestidos inaugurales. Donde no se pudieron encontrar descripciones reales de los vestidos, son típicos de la época. A medida que las futuras primeras damas tomen su lugar, ellas también estarán representadas.